# Attaque de Namsiguia
Insurrection djihadiste au Burkina Faso
Batailles
- Samorogouan
- Intangom
- Nassoumbou
- Ariel
- 1re Inata
- Loroni
- Gorom-Gorom
- Koutougou
- Arbinda
- Hallalé
- Markoye
- Dounkoun
- Boukouma
- 2e Inata
- Titao
- Opération Laabingol
- Namissiguima
- Madjoari
- Bourzanga
- Seytenga
- Gaskindé
- Tin-Ediar
- Tin-Akoff
- Aoréma
- Ougarou
- Namsiguia
- Noaka
- Koumbri
- Djibo
- Tawori
- Mansila
- Nassougou

Massacres
- Yirgou
- Solhan
- Karma
- Komsilga, Nodin et Soroe
- Bibgou et Soualimou
- Barsalogho

Attentats
- 1er Ouagadougou
- 2e Ouagadougou
- 3e Ouagadougou

L'attaque de Namsiguia a lieu le 26 juin 2023 lors de l'insurrection djihadiste au Burkina Faso.

## Déroulement
Le 26 juin 2023, un convoi militaire burkinabé tombe dans une embuscade à Namsiguia, alors qu'il s'en retournait de la ville Djibo, assiégée depuis plusieurs mois par les djihadistes.
Dans son communiqué, l'armée burkinabée déclare que « les combats, particulièrement violents, ont causé d'importantes pertes, malgré la réponse vigoureuse des unités ».

## Pertes
L'armée burkinabée affirme que « plus de quarante terroristes ont été neutralisés » au cours des combats. Elle indique également que ses pertes sont d'au moins 34 morts, dont 31 militaires et trois miliciens des VDP, et d'une dizaine d'hommes manquants,.